# Ґодаварі
Ґодаварі (маратхі गोदावरी, телугу: గోదావరి) — річка у південно-західній Індії, одна з найбільших за стоком та довжиною річок країни. 
Бере початок в штаті Махараштра біля міста Трімбак, на східних схилах Західних Ґат. Після цього тече на схід через плато Декан, перетинає Східні Гати та на узбережжі штату Андхра-Прадеш впадає в Бенгальську затоку біля міста Раджахмундрі. Хоча виток Ґодаварі знаходитьсяк всього за 80 км від Аравійського моря, її води проходять 1465 км щоб досягти Бенгальської затоки. В останню Ґодаварі впадає розділяючись на два рукави та утворюючи спільну дельту з річкою Крішна.
Небагато вище за Раджахмундрі побудована дамба, яка забезпечує воду для зрошування і вироблення електроенергії. В цілому, більша частина води річки забирається для зрошування. Втім, станом на середину 2010-х років вона ще мала певний вільний ресурс, що дозволило розпочати проект перекидання понад 2 млрд м3 води на рік до басейну Крішни (одна з функцій гідрокомплексу Полаварам).
Ґодаварі — священна для індусів річка, на її берегах знаходиться кілька центрів паломництва.